# Zalacsány

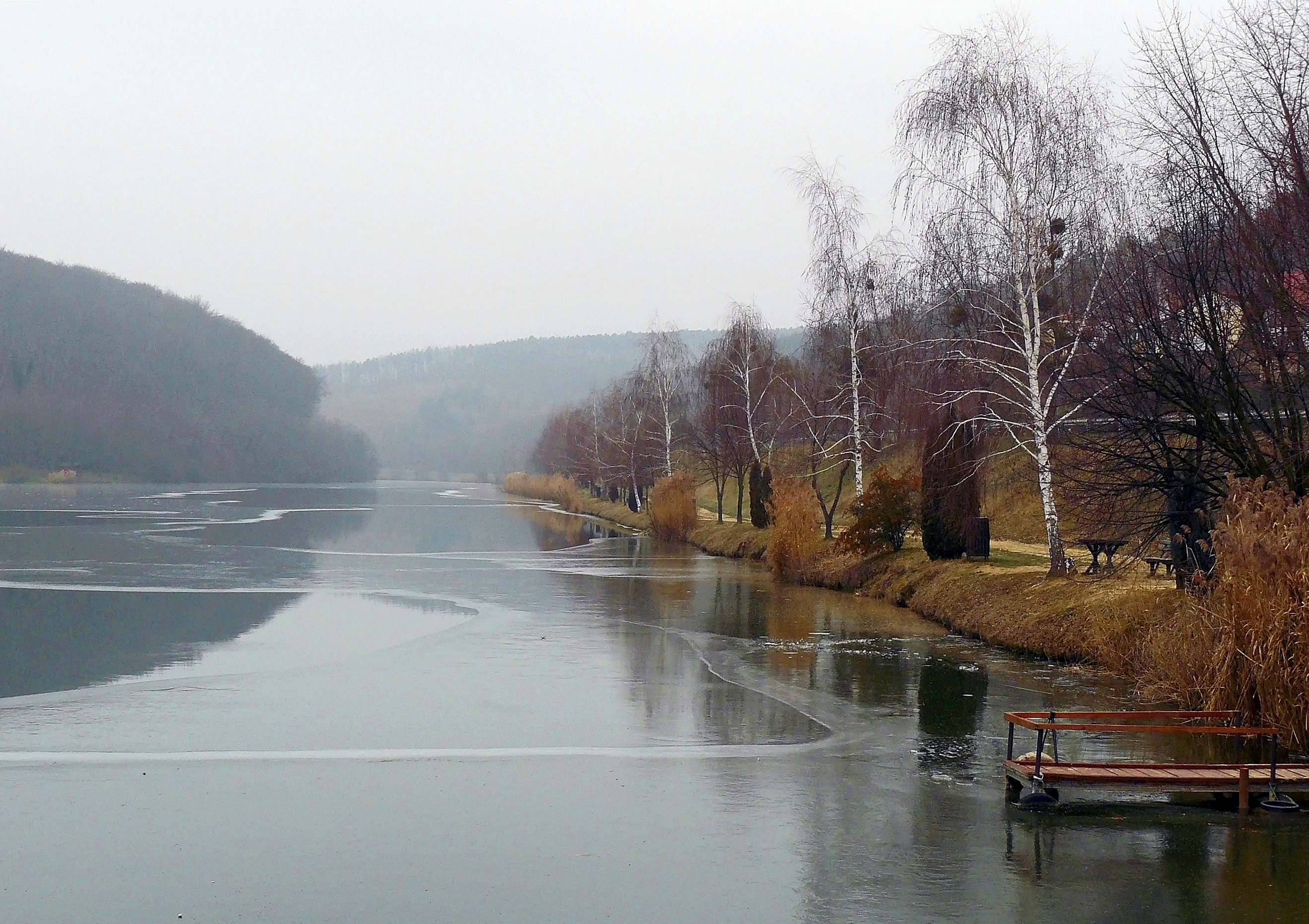
Vissersmeer van Zalacsány

Zalacsány is een plaats (község) en gemeente in het Hongaarse comitaat Zala in de regio Transdanubië. Zalacsány telde in 2001 992 inwoners. Zalacsány ligt in een vlakte en wordt doorkruist door de rivier de Zala.